# Philippe-Joseph Salazar
Philippe-Joseph Salazar (Casablanca, Protectorado francés de Marruecos, 10 de febrero de 1955) es un retórico y filósofo francés.

## Biografía
Estudió en el Lycée Louis-le-Grand (fundado en 1563) en París. Exalumno de la Escuela Normal Superior de París,  y exdirector en el Collège International de Philosophie (Colegio Internacional de Filosofía), de París, fundado por Jacques Derrida. Actualmente, Profesor Distinguido de Retórica en la Universidad de Ciudad del Cabo (Facultad de Derecho). 
Galardonado en 2008 el Premio Harry Oppenheimer, el primer premio a la excelencia en la investigación en África, y en 2015 el Premio Bristol des Lumiéres.
Fue alumno de Louis Althusser, Emmanuel Levinas, Roland Barthes, Maurice Duverger, Michel Maffesoli (Doctorado de antropología) y Marc Fumaroli (Doctorado de Estado). 
En la primera fase de su obra se ocupa de las formas culturales de la voz (la oralidad, la ópera, gender), en la que publica estudios innovadores. Ya en 1995, los críticos alabaron sus exploración de las bases retóricas de la sociología francesa (Durkheim y Tarde). Se le atribuye por haber promovido la restauración de la retórica por soldadura de la filosofía política, la antropología cultural y la oralidad, la filología contemporánea, e incluso, recientemente, en leadership y administración.
Durante la última década, su trabajo sobre la retórica en general, y en particular sobre la ideología del apartheid y la posterior construcción retórica de la reconciliación en Sudáfrica (Ubuntu) y Argentina ha sido reconocido como un momento crucial en los estudios de retórica (traducción al francés y análisis del Informe de la Comisión de la Verdad y Reconciliación
Sus libros sobre la tecnología y la retórica de la dominación han tenido un impacto en el debate público sobre la democracia (Le Nouvel Economiste, Le Monde, Public-Senat, Sciences Humaines Magazine, Atlántico). Dos de sus libros recientes, sobre el profeta Mahoma, y Palabras Armadas sobre el Califato-Daesh dieron lugar a un intenso debate con el filósofo tunecino Abdelwahab Meddeb, y también en la prensa internacional en español.
Aparece regularmente en la televisión parlamentaria francesa y TV5-Monde. Bajo la firma de "Retórico cosmopolita," Salazar tiene una columna política en Les Influences, también en Le Nouvel Observateur Plus y Yale Books Unbound

## Obras y Artículos en español
- "Sobre la reconciliación política como actualidad de la retórica", en G R Vidal (comp.),Usos y abusos del discurso: ejercicios retóricos sobre política y sociedad, México, 2017.[29]
- "La resiliencia de los fundamentos retóricos", en M Dagatti (comp.), De violencia, juicios y risas. Buenos Aires: AAR, 2017.
- "Sobre el mal en la política", en L G Martín y E Romani (comp.), El pasado es hoy: Investigationes y debates sobre las herencias criminales. Mar de Plata: EUDEM, 2017.
- "El perpetrador o el crimen fundador", en L G Martín Un pasado criminal. Buenos Aires/Madrid: Katz Editores, 2017.
- "La fuerza del discurso", en G R Vidal (comp.),Convergencias teóricas, Usos y alcances de la retórica, México: UNAM, 2016.
- Palabras armadas. Entender y combatir la propaganda terrorista. Barcelona: Anagrama, 2016 ISBN 978-84-339-6402-1
- "La vigilancia y la retórica del control: El caso de las agencias de calificación"[30]
- Lesa Humanidad (con Claudia Hilb y Martin Lucas), Katz Editores, Madrid, 2014 ISBN 978-84-15917-06-9
- Rhetoric in South America (comp. con M A Vitale), AfricaRhetoric Publisher, 2013 (eBook ISBN 978-0-620-56678-0)
- "Tomar el poder por la palabra: elementos de fabricación de la retórica electoral", Rétor No 2/2, 2013.[31]
- "La retórica como materialismo radical. Loxodromia IV", Transeuropeennes, junio de 2012. [ISSN 2105-0813]
- “Perspectiva retórica de la Antropología”, Revista de Antropología Social, James Fernandez (ed.), La Tropología y la figuración del pensiamento y la acción social, No15, 2006, 43-61. [ISSN 1131-558X]
- “Relato, reconciliación, reconocimiento, a propósito de los perpetradores y de la amnistía de Sudáfrica”, Historia, Antropología y Fuentes Orales, No 42, 37-53, 2009. [ISSN 1136-1700]
- “Retórica, derecho y política. Acerca de algunos retoremas franceses”, Rétor No 1(2), 2011, 215-229.  [ISSN1853-6034][32]

## Obras en inglés y francés
- La Déroute des Idées. Appel à La Résistance. 2021. Paris: Piranha ISBN 9782371190900
- Suprémacistes, Paris, Plon, 2020.
- Air Law, A Comprehensive Sourcebook For Southern African Pilots Juta, 2019, ISBN 9781485133148
- Grand Oral, Paris/Brussels, Genese, 2019 ISBN 979-1-0946895-23
- Words are Weapons. Inside ISIS's Rhetoric of Terror, New Haven/London, 2017. ISBN 978-0-300-22322-4
- Blabla République, Paris, Lemieux Editeur, 2017. ISBN 978-2-37344-083-6
- Paroles Armèes. Comprendre et Combattre la Propagande Terroriste, Paris, Lemieux Editeur, 2015 ISBN 978-2-37344-029-4
- (Compilador) ¡Mandela (y otros) habla español!, African Yearbook of Rhetoric, V, 2015
- (Ed.) Diplomatic Rhetoric In the South, Ciudad del Cabo, 2012 ISBN 978-0-9870334-2-0
- De l'Art de Séduire l'Electeur indécis, París, Bourin Editeur, 2012.
- Under the Baobab, Ciudad del Cabo, AfricaRhetoricPublishing, 2011.
- Paroles de Leaders. Comment décrypter le discours des puissants, Paris, Bourin, 2011.
- (Ed.) Gender Rhetoric: North-South, with Jairos Kangira, Windhoek, Namibia, PolyPress, 2010. ISBN 978-99945-71-30-7. Primer volumen de la nueva revista African Yearbook of Rhetoric.
- L'hyperpolitique. Une passion française, Paris, Klincksieck, 2009, 200 p. ISBN 2-252-03735-0
- Truth and Reconciliation in South Africa. The Fundamental Documents, con Erik Doxtader, Cape Town, New Africa Books/David Philip, 2008, 478 p. [5] ISBN 978-0-86486-707-0
- Mahomet, Paris, Klincksieck, 2005, XXVII-390 p. ISBN 2-252-03540-4
- (Ed.) Adam Mickiewicz, Les Slaves, Cours du Collège de France 1842, Paris, Klincksieck, 2005, 248 p. ISBN 2-252-03516-1
- (Ed.) Amnistier l’apartheid, Paris, Le Seuil, 2004, 352 p, ISBN 2-02-068604-X
- (Ed.) François de La Mothe Le Vayer. De la patrie et des étrangers et autres traités sceptiques, Paris, Desjonquères, 2003, 336 p. ISBN 2-84321-057-7
- L’Art de parler. Anthologie de manuels d’éloquence, Paris, Klincksieck, 2003, 370 p. ISBN 2-252-03438-6
- An African Athens. Rhetoric and the Shaping of Democracy in South Africa, Mahwah, NJ/London, Lawrence Erlbaum Associates, 2002, 248 p. ISBN 0-8058-3341-2
- Parole démocratique. Entames rhétoriques, Paris, Collège international de philosophie, Les Papiers du Collège, 56, 2001, 54p.
- La Divine Sceptique. Éthique et rhétorique au XVIIe siècle, Tübingen, Gunter Narr Verlag, 2000, 131 p. ISBN 3-8233-5581-3
- Afrique du Sud. La révolution fraternelle, Paris, Hermann, 1998, 121 p. ISBN 2-7056-6360-6
- (Ed.) Le Loisir Lettré à l'âge classique, con Marc Fumaroli y Emmanuel Bury, Geneva, Droz, 1996, 359 p. ISBN 2-600-00175-1
- Le Culte de la voix au XVIIe siècle. Formes esthétiques de la parole à l'âge de l'imprimé, Paris-Geneva, Champion-Slatkine, 1995, 408 p. ISBN 2-85203-422-0
- (Ed.) Afriques imaginaires, Regards réciproques et discours littéraires, XVIIe-XXe siècles, con Anny Wynchank, Paris, L'Harmattan, 1995, 295 p. ISBN 2-7384-3127-5
- (Ed.) Mémoires de Pierre Daniel Huet, Paris/Toulouse, Klincksieck/SLC, 1993, 170 p. ISBN 2-908728-13-3
- (Ed.) Projet d'éloquence royale de Jacques Amyot, Paris, Les Belles Lettres, 1992, 104 p. ISBN 2-251-16001-2
- Du Graphe, ou De Arte Graphica de Charles Alphonse Du Fresnoy, traducción francesa del Latín, Paris, L'Alphée, 1990, 98-121.
- L'intrigue raciale. Essai de critique anthropologique, Paris, Méridiens Klincksieck, 1989, 230 p. ISBN 2-86563-211-3
- Ideologije U Operi, Belgrade, Nolit, Muzika, 1985, 228 p. (traducción serbo-croata).
- Idéologies de l'opéra, Paris, Presses universitaires de France, 1980, 208 p. ISBN 2-13-036175-7

## Ediciones de revistas
- Rhetoric of Statecraft in Africa, 2013.
- "Philosophy and Rhetoric in France Today", Philosophy & Rhetoric, 4, 2009, 114 p. [9] (ISSN: 0031-8213).
- "Trente années de recherches rhétoriques", Dix-Septième Siècle, LIX (3), no. 236, 2007, 421-426. ISBN 978-2-13-056096-8
- "The Rhetorical Shape of International Conflicts", Javnost-The Public, 12, 4, 2005. (ISSN 1318-3222) Online (ISSN 1854-8377).
- "Vérité, réconciliation, réparation", con Barbara Cassin y Olivier Cayla, Le Genre Humain, 43, 2004, 365 p. ISBN 2-02-062886-4
- "Truth in Politics", con Sanya Osha y Wim van Binsbergen, Quest. An African Journal of Philosophy/Une Revue Africaine de Philosophie, XVI (1-2), 2004, 274 p. ISSN 1011-226X
- "Democratic Rhetoric and The Duty of Deliberation", Javnost-The Public, 8(3), 2001, 78 p. (ISSN 1318-3222). Online (ISSN 1854-8377).
- "Institution de la parole en Afrique du Sud", Rue Descartes, 17, 1997, 178 p. ISBN 2-13-048336-4